# Bomb Jack II
Bomb Jack II è un videogioco pubblicato nel 1986 da Elite Systems per Commodore 64 e Commodore 16 e nel 1987 per ZX Spectrum e Amstrad CPC, seguito di Bomb Jack circa contemporaneo al seguito arcade Mighty Bomb Jack. Il protagonista è sempre Bomb Jack, che a differenza del titolo precedente non ha più il mantello e non vola, ma è armato. Le prime edizioni di Bomb Jack II includevano anche Bomb Jack in omaggio sul lato B.

## Modalità di gioco
Ogni livello, a schermata fissa, è composto da piattaforme sospese a varie altezze. Bomb Jack può saltare dall'una all'altra a qualunque distanza, purché siano allineate orizzontalmente o verticalmente. A volte per raggiungere una piattaforma apparentemente vicina è necessario trovare un complesso percorso tra piattaforme allineate.
Al posto delle bombe ci sono sacchi di oro, da raccogliere tutti per terminare il livello; uno alla volta i sacchi si aprono e risplendono e se vengono raccolti quando sono aperti si ottengono molti più bonus.
Da due a sei creature nemiche si aggirano sulle piattaforme, inizialmente hanno l'aspetto di dinosauri ma col tempo si trasformano in altre creature sempre più pericolose, fino ad acquisire la capacità di saltare tra le piattaforme come Jack. Toccando i nemici si perde energia, ripristinata all'inizio di ogni livello. Si possono attaccare i nemici con una spada che ha anche l'effetto di spingerli oltre a ridurre la loro energia, sempre mostrata a video da barre colorate come quella di Jack. Sia lui che i nemici possono morire anche venendo spinti fuori dalla piattaforma. Comunque durante il combattimento si perde un po' di energia, quindi bisogna cercare di evitarlo se possibile.
Come in Bomb Jack gli sfondi mostrano vari siti turistici, come il Taj Mahal, tranne nella versione Commodore 64, dove le piattaforme sembrano disposte sullo stesso piano anziché una sopra l'altra, con un effetto di prospettiva, ma la meccanica del gioco non cambia.

## Sviluppo
Il tema musicale su Commodore 64 è basato sulla sigla del cartone animato Thundercats.
Elite Systems aveva infatti i diritti per i videogiochi di Thundercats (pubblicò in seguito Thundercats) e si ipotizza che lo stesso Bomb Jack II fosse inizialmente previsto come un altro gioco di Thundercats, poi riadattato in corso d'opera, un po' forzatamente, con il tema di Bomb Jack.